# Rave the City
Rave the City est un événement néerlandais de techno hardcore et hardstyle.

## Histoire
En 1991, la première soirée Rave the City a lieu à La Haye, convoquée par Stad Den Haag Records, Rotterdam Records et Radio Stad Den Haag. Le festival est organisé à une fréquence variable entre 1991 et 2001, et s'arrête après plus d'une dizaine d'éditions, presque toutes aux Pays-Bas. Des soirées anniversaires sont organisées en 2005, 2007, 2012 puis en 2014, et même une brève tournée néerlandaise en 2006.
Dès 1991, Rave the City pose les bases des événements hardcore néerlandais. Les autres soirées de ce genre, comme Thunderdome, Hellraiser ou Lucifer s'en inspirent fortement.
En 2012, la soirée est organisée par Omnia Events, puis en 2014 par Elusive, société événementielle de La Haye.

## Programmations
| Année | Date         | Lieu                                            | Intitulé                                                  | Hymne                     | Participants | Affluence       | Réfs               |
| ----- | ------------ | ----------------------------------------------- | --------------------------------------------------------- | ------------------------- | --- | --------------- | ------------------ |
| 1991  | 28 septembre | Houtrusthallen (nl), La Haye, Pays-Bas          | Rave the City                                             | —                         | DJ Gizmo, Joey Beltram, Ramon Roelofs, Rob Boskamp, Human Resource | 5 000 - 6 500   | ,                  |
| 1991  | 21 décembre  | Statenhal (nl), La Haye, Pays-Bas               | Rave the City II                                          | Darkraver - One Fucked Up | Darkraver, Gizmo, Danny, Jaydee, Jean | 9 500           | ,                  |
| 1992  | 30 mai       | Houtrusthallen, La Haye, Pays-Bas               | Rave the City III - Gladiators and Slaves                 | —                         | CJ Bolland, The Dark Raver, Frank de Wulf, DJ Gizmo, Human Resource | 8 000 - 11 000  | ,                  |
| 1992  | 21 novembre  | Statenhal, La Haye, Pays-Bas                    | Rave the City IV - The Erotic Kingdom                     | —                         | The Dark Raver, Gizmo, E-One | 14 000 - 15 000 | ,                  |
| 1993  | 18 septembre | Rijnhal (en), Arnhem, Pays-Bas                  | Rave the City 5 - Tropical Rainforrest                    | —                         | Andy, Dark Raver, Gizmo, Lenny Dee, Paul Elstak | —               | [ 9 ]              |
| 1993  | 18 décembre  | Energiehal, Rotterdam, Pays-Bas                 | Rave the City - Part 6 - Dinosaur Park                    | —                         | Charly Lownoise, Dark Raver, Gizmo, Mental Theo, Rob Janssen | —               | [ 10 ]             |
| 1994  | 28 janvier   | Boîte de nuit « Secret », Wedel, Allemagne      | Rave the City - Gizmania                                  | —                         | Cut-X, Darkraver, Gizmo, Sascha | —               | [ 11 ]             |
| 1994  | 2 avril      | Delta Lloyd Sport Centrum, Amstelveen, Pays-Bas | Rave the City - Dungeons of Darkness - The Saga Continues | —                         | Andy, Bountyhunter, Buzz Fuzz, Charly Lownoise, Darkraver, Frankie Bones, Gizmo, Mental Theo, Paul Elstak | —               | [ 12 ]             |
| 1995  | 2 décembre   | Rijnhal, Arnhem, Pays-Bas                       | Rave the City on the Beach                                | —                         | Darkraver, Darrien Kelly, Gizmo, Isaac, Paul Elstak | —               | [ 13 ]             |
| 1996  | 1er mai      | Discothèque Opera, La Haye, Pays-Bas            | Rave the City - Club Tour                                 | —                         | Darkraver, Isaac, Pagan | 15 000          | [ 14 ]             |
| 1996  | 29 juin      | Statenhal, La Haye, Pays-Bas                    | Rave the City                                             | —                         | Darkraver, Gizmo, Isaac, The Stunned Guys | —               | [ 15 ]             |
| 1997  | 22 mars      | IJsselhallen (en), Zwolle, Pays-Bas             | Rave the City - Planet Hardcore                           | —                         | Bass-D and King Matthew, Buzz Fuzz, Darkraver, Gizmo, Isaac, Neophyte, Norman, Pagan, Rob, Vince, Weirdo | —               | [ 16 ]             |
| 1997  | 30 août      | IJsselhallen, Zwolle, Pays-Bas                  | Rave the City - Planet Hardcore - The Horror Edition      | —                         | Buzz Fuzz, Darkraver, Gizmo, Isaac, Michel de Hey (nl), Norman, Pagan, The Viper, Weirdo, Digital Boy (live), Placid K (nl) (live), Rotterdam Terror Corps (live), MC Rage                                                                | 10 000 max.     | [ 17 ]             |
| 1997  | 13 décembre  | Statenhal, La Haye, Pays-Bas                    | Rave the City                                             | —                         | — | —               | [réf. à confirmer] |
| 2000  | 26 mai       | « O » Dance Theater, La Haye, Pays-Bas          | Rave the City - 2000 Reunion                              | —                         | Buzz Fuzz, Darkraver, Deaz D, Gizmo, Norman, Paul Elstak, Rob, King Dale (live), MC Paul-T | —               | [ 19 ]             |
| 2001  | 21 décembre  | « O » Dance Theater, La Haye, Pays-Bas          | Rave the City                                             | —                         | Darkraver, Gizmo, Isaac, Paul Elstak | —               | [ 20 ]             |
| 2005  | 7 octobre    | ASTA (nl), La Haye, Pays-Bas                    | Rave the City                                             | —                         | Early hardcore : Defendor, Gizmo, Paul Elstak, Rob & MC Joe, Vince, Human Resource (live), MC Ruffian Hardstyle, jumpstyle : Balistic, Gizmo, Native, Shane, Symastic, The Viper Oldskool : Native, Robin Albers, Stanton, Symastic, Valk | 1 850 max.      | [ 21 ]             |
| 2006  | 15 juillet   | Discothèque HappydayZZ, Culemborg, Pays-Bas     | Rave the City on Tour Part #1                             | —                         | Scène 1 : Angerfist, Brightness, Buzz Fuzz, Gizmo, Partyraiser, The Viper, MC Ruffian Scène 2 : Bass-D, Deaz D, Gizmo, Native, Norman, Symastic, MC Da Mouth of Madness                                                                   | 2 000 max.      | [ 22 ]             |
| 2006  | 25 août      | Discothèque De Gewoonste Zaak, Lisse, Pays-Bas  | Rave the City                                             | —                         | Alex DJ, Gonzo | 800 max.        | [réf. à confirmer] |
| 2006  | 13 octobre   | Discothèque De Gewoonste Zaak, Lisse, Pays-Bas  | Rave the City                                             | —                         | Alex DJ, Gonzo | 800 max.        | [réf. à confirmer] |
| 2007  | 19 mai       | ASTA, La Haye, Pays-Bas                         | Rave the City 1991-1995 Reunion 2007                      | —                         | Buzz Fuzz, Charly Lownoise, Darkraver, Gizmo, Mental Theo, Norman, Rob & MC Joe, MC Ruffian | —               | [ 2 ]              |
| 2012  | 27 octobre   | Event Plaza, Ryswick, Pays-Bas                  | Rave the City Reunion Party                               | —                         | Bountyhunter, Buzz Fuzz, Darkraver, Gizmo, Norman, 3DJL (live), MC Da Mouth of Madness, Deaz D, Human Resource, Native, Peter van Leeuwen, The Syntax MC                                                                                  | —               | [ 3 ]              |
| 2014  | 3 mai        | Silverdome (nl), Zoetermeer, Pays-Bas           | The Erotic Kingdom                                        | —                         | Charly Lownoise and Mental Theo, Rob Gee vs. Lenny Dee, Bountyhunter, Darkraver vs. Outsiders, Deaz D, Nosferatu, Deepack vs. Thilo, Peter van Leeuwen vs. Mark van Dale, Norman vs. Raoul Coolman, The Dreamteam, MC Da Mouth of Madness | —               | [ 25 ]             |
| 2015  | 23 mai 2015  | La Haye, Pays-Bas                               | Rave the City                                             | —                         | Partyraiser, The Darkraver, The Stunned Guys Italy, Neophyte, The Dreamteam, The Viper, Vince, Bass-D, Waxweazle, Human Resource, Norman, Deaz D, MC Da Mouth of Madness, VJ: 3DJL                                                        | —               |                    |

## Compilations
Des événements sont tirées des compilations. Elles ont vu passer les grands noms de la scène gabber.
| Année | Titre                                      | Label          | Pistes | Artistes | Genre                                               | Meilleure position |
| ----- | ------------------------------------------ | -------------- | ------ | --- | --------------------------------------------------- | ------------------ |
| 1993  | Rave the City                              | EVA (sv)       | 17     | Juggernaut, Ferry Salee, Buzz Fuzz, Euromasters, DJ Dano, etc. | Early hardcore, acid house, gabber                  | 2e ( Pays-Bas)     |
| 1993  | Rave the City 2                            | EVA            | 17     | The Dark Raver, Ferry Salee, The Prophet, Euromasters, Bountyhunter, etc.                                                                                         | Early hardcore, gabber                              | 2e ( Pays-Bas)     |
| 1993  | Rave the City 3                            | EVA            | 17     | Ilsa Gold, Patrick van Kerckhoven, DJ Reanimator, Charly Lownoise & Mental Theo, DJ Paul, etc.                                                                    | Early hardcore, acid, gabber                        | 4e ( Pays-Bas)     |
| 1993  | Rave the X-Mass                            | EVA            | 16     | DJ Paul, DJ Gizmo, Silverbells, Holographic, etc. | Early hardcore, acid, gabber                        | —                  |
| 1994  | Rave the City 4                            | EVA            | 17     | DJ Gizmo, Neophyte, Charly Lownoise & Mental Theo, DJ Rob, etc.                                                                                                   | Early hardcore, happy hardcore, gabber              | 8e ( Pays-Bas)     |
| 1994  | Rave the City V                            | EVA            | 34     | DJ Gizmo, Scott Brown, DJ Dano, Forze DJ Team, Rob Fabrie, Omar Santana, The Dark Raver, The Prophet, Charly Lownoise and Mental Theo, El Bruto, etc.             | Early hardcore, happy hardcore, gabber, hard trance | 6e ( Pays-Bas)     |
| 1994  | Rave the X-Mass 1994 Edition               | EVA            | 16     | L.W.A. Op 't Hof, 16 collaborations | Early hardcore, acid, gabber, breakbeat             | —                  |
| 1995  | Rave the City presents Happy Hardcore      | EVA            | 17     | Scooter, Scott Brown, Paul Elstak, Charly Lownoise & Mental Theo, DJ Isaac, Dream Your Dream, DJ Gizmo, DJ Delirium, Buzz Fuzz, Yves Deruyter, Franky Jones, etc. | Happy hardcore                                      | 6e ( Pays-Bas)     |
| 1996  | The Return of Rave the City                | EVA            | 31     | Paul Elstak, Darrien Kelly, Gizmo, Neophyte, Omar Santana, Dano, Liza 'N' Eliaz, Party Animals, Critical Mass, Dune, The Prophet, DJ Delirium, Predator, etc.     | Happy hardcore, rave, gabber                        | —                  |
| 1996  | Rave the City 2 - Back to the Roman Empire | EVA            | 32     | Gizmo, Norman, The Stunned Guys, Human Resource, Chosen Few, Rob Gee, E-Rick and Tactic, etc.                                                                     | Happy hardcore, gabber                              | 7e ( Pays-Bas)     |
| 2012  | Rave the City 2012 - The Reunion           | Autoproduction | 1      | Human Resource, CD promotionnel distribué lors de l'événement éponyme                                                                                             | Hardcore, gabber                                    | —                  |